# هامفلده
هامفلده (به آلمانی: Hamfelde) یک شهر در آلمان است که در هرتسوگتوم لاونبورگ واقع شده‌است.
 هامفلده  ۴۶۹ نفر جمعیت دارد.